# Franklin Rosemont
Franklin Rosemont, né le 2 octobre 1943 à Chicago et mort le 12 avril 2009 à Chicago, était un écrivain et un dessinateur américain, l'un des fondateurs, avec sa femme Penelope, écrivain et peintre, du premier groupe surréaliste aux États-Unis. Son travail est consacré à la fois à l'histoire du surréalisme et au mouvement radical des travailleurs en Amérique.

## Biographie
Franklin Rosemont fait ses études à la Roosevelt University. D'origine modeste, il devient un militant actif des Industrial Workers of the World (IWW). En 1964, il participe à la grève des cueilleurs de myrtilles dans le Michigan.
En 1962, à New York, il rencontre le poète Claude Tarnaud qui lui fait connaître le surréalisme. En 1966, avec sa femme, il se rend à Paris où il rencontre André Breton et les surréalistes. De retour à Chicago, avec le peintre Gerome Kamrowski et le poète Philip Lamantia, artistes qui ont participé à la revue "VVV", d'autres plus jeunes comme les écrivains Paul Garon et Joseph Jablonski, il décide de fonder un groupe surréaliste. La naissance de ce groupe est actée par la publication d'un tract intitulé « Avis de canicule ! » suivi par une première revue collective "Le Surréalisme et le révolution".
En 1976, à Chicago, il organise une exposition surréaliste mondiale intitulée Marvellous freedom - Vigilence of desire qui rassemble près de 150 artistes représentant 31 pays.
En 1978, avec l'aide d'un éditeur de San Francisco, il fait paraître le premier numéro de la revue "Arsenal" à laquelle participent la plupart des surréalistes étrangers.

Franklin Rosemont publie une sélection de textes de Breton « What is Surrealism ? Selected Writings of André Breton » et une anthologie de poètes surréalistes américains. 
« En 1966, lorsque notre groupe se constitua les États-Unis (contrairement à bien d'autres nations) ne possédaient aucune "tradition surréaliste" dans le domaine de la poésie, des arts ou des idées. Nos racines se trouvaient dans l'aile révolutionnaire du mouvement ouvrier et dans les courants dissidents de la culture populaire (...). Le surréalisme de Chicago peut être considéré comme l'héritier de "The Chicago Idea", incarnée par les anarchistes du Haymarket (Allusion à un épisode de révolte ouvrière en 1886-87) : une sorte d'exubérance révolutionnaire, porteuse d'espoir, à la fois culture du refus et d'engagement politique, organiquement liée à la classe ouvrière. »
Le groupe manifeste son soutien aux révoltes qui secouent Los Angeles en avril et mai 1992. Il reçoit pour cela les félicitations de Pierre Naville : « J'espère vivement que votre Mouvement Surréaliste parviendra à renouveler ce que nous avions tenté il y a si longtemps déjà. »

## Œuvres
- « Joe Hill : les IWW et la création d'une contre-culture ouvrière révolutionnaire », traduit de l'anglais (États-Unis) par Frédéric Bureau, Éditions CNT-RP, 2008  (ISBN 978-2915731200) traduction de : Joe Hill: the IWW & the making of a revolutionnary workingclass counterculture
- Anthologie des poètes surréalistes américains, préparée, traduite et présentée par Jean-Jacques Celly, préface de Franklin Rosemont, Remoulins-sur-Gardon, J. Brémond, 2002
- Isadora danse la révolution, traduction de l'anglais par Marie-Claude Peugeot, édition de Franklin Rosemont, Édition du Rocher, 2002  (ISBN 2-268-04351-7) traduction de : Isadora speaks : writings and speeches of Isadora Duncan
- Arsenal/ Surrealist Subversion, édition de Franklin Rosemont, Chicago, Black Swan pœress, 1989
- André Breton and the first principles of surrealism, Londres, Pluto press, 1978  (ISBN 0-904383-70-9)
- Jacques Vaché and the roots of surrealism, illustré de dessins de J. Vaché.

Dessin
- « Quand papa Leba rit »[4]

## Sources bibliographiques
- Franklin Rosemont, Autobiographical Kaleidoscope, in Morning of the Machine Gun, 1968, en français, en anglais.
- Adam Biro & René Passeron « Dictionnaire général du surréalisme et de ses environs », Office du livre, Fribourg, Suisse et Presses universitaires de France, Paris, 1982, page 368.
- Maurice Nadeau, nécrologie dans La Quinzaine littéraire, no 991, 1er mai 2009, p. 27